# 성탄절 전야의 공항 대소동
성탄절 전야의 공항 대소동(Unaccompanied Minors)은 2006년 개봉한 크리스마스 코미디 영화다. 폴 피그가 감독을, 루이스 블랙, 윌머 발더라마, 타일러 제임스 윌리엄스, 딜란 크리스토퍼, 브렛 켈리, 지아 만테냐가 주연을 맡았다. 이 영화는 2001년 공중파 라디오 쇼 '디스 아메리칸 라이프(This American Life)'에서 '긴급 상황이 발생하면 여동생을 똑바로 앉혀라(In the Event of an Emergency, Put Your Sister in an Upright Position)'라는 제목으로 처음 공개된 수전 버튼의 실화를 바탕으로 하고 있으며, 워너 브라더스 픽처스 배급으로 2006년 12월 8일 개봉하였다. 비평가들로부터 호불호가 갈리는 엇갈린 평가를 받았고 2,500만 달러의 예산에 비해 2,100만 달러의 총 수익을 올렸다.

## 줄거리
크리스마스 이브, 스펜서와 여동생 캐서린은 아빠와 함께 크리스마스를 보내기 위해 캘리포니아에서 펜실베니아로 가는 비행기에 탑승한다. 중간 기착지인 공항에서 폭설로 인해 모든 비행편이 취소되고, 두 남매는 보호자 없는 미성년자들을 위한 대기실로 가게 된다. 그곳에서 스펜서는 크리스마스 정신으로 가득 찬 천재 찰리, 퉁명스러운 소녀 도나, 오만한 부잣집 딸 그레이스, 그리고 미스터리한 베프를 만나 함께 시간을 보내게 된다.
규칙을 어기며 공항에서 신나게 놀던 아이들은 보안 요원에게 붙잡혀 다시 대기실로 돌아가지만, 다른 아이들과 캐서린은 이미 숙소로 옮겨진 상태였다. 공항 직원인 올리버 포터는 아이들이 대기실에서 크리스마스 이브를 보내게 하려 한다. 캐서린이 크리스마스 선물을 받지 못하면 산타에 대한 믿음이 깨질 것을 걱정한 스펜서는 다른 아이들에게 도움을 요청하여 캐서린을 위한 선물을 구하려 한다.
아이들은 경비가 허술한 공항 뒷문으로 빠져나가고, 수하물 찾는 곳에서 찰리는 가방에 들어가 컨베이어 벨트를 타게 된다. 스펜서와 그레이스는 찰리를 따라 수하물 창고에 들어가고, 그곳에서 워키토키와 캐서린을 위한 인형을 발견한다. 아이들은 올리버 포터와 경비원들에게 쫓기지만, 우여곡절 끝에 간신히 숙소에 도착하여 캐서린에게 인형을 선물하는 데 성공한다.
임무를 마친 아이들은 다시 공항으로 돌아가고, 자신들의 행동에 대한 이유를 고백한다. 그레이스는 부모님이 자신에게 무관심하다는 것을 털어놓고, 스펜서는 아이들과 함께 탈출 계획을 세운다. 워키토키를 이용해 보안 카메라를 조작하고 환풍구를 통해 탈출한 아이들은 올리버 포터가 압수한 크리스마스 장식과 베프가 구한 크리스마스 트리를 이용해 공항을 꾸미고, 수하물 창고에서 가져온 물건들로 승객들을 위한 선물을 준비한다.
올리버 포터는 아이들에게 패배를 인정하고, 자신의 불행한 가정사를 고백한다. 스펜서는 그에게 크리스마스 정신을 불어넣는다. 크리스마스 아침, 올리버 포터는 산타 복장을 하고 승객들에게 선물을 나눠주고, 아이들의 비행편을 다시 복구시킨다. 스펜서는 캐서린과 재회하고, 아빠도 공항에 도착한다. 베프는 크리스마스 트리를 구한 이야기를 하고, 찰리와 도나는 연락처를 교환하고 키스를 하며, 그레이스는 스펜서 가족과 함께 크리스마스를 보내기로 한다.

## 출연진
- 딜란 크리스토퍼 - 스펜서 데이븐포트
- 루이스 블랙 - 올리버 포터
- 지아 만테냐 - 그레이스 콘래드
- 타일러 제임스 윌리엄스 - 찰스 '찰리' 골드핀치
- 퀸 셰퍼드 - 도나 말론
- 윌머 발더라마 - 자크 반 버크
- 브렛 켈리 - 티모시 '비프' 웰링턴
- 도미니끄 살다나 - 캐서린 데이븐포트
- 패짓 브루스터 - 발레리 데이븐포트
- 롭 코드리 - 새뮤얼 '샘' 데이븐포트
- 웨인 페더먼 - 공항 직원
- 마리오 로페스 - 파트타임 대체 미성년자 보호자
- 제시카 월터 - 신디
- 롭 리글 - 경비대장 호프먼
- 데이비드 케크너 - 어니
- B. J. 노백 - 토미 블랙
- 민디 케일링 - 레스토랑 호스테스
- 토니 헤일 - 앨런 데이비스
- 세드릭 야브로우 - 멜빈 '멜' 골드핀치
- 크리스틴 위그 - 캐롤 말론
- 알 로커 - 알 로커
- 테리 가 - 주디 이모& 발레리의 언니(uncredited)
- 브루스 맥컬로치 - 포터의 경비원
- 케빈 맥도널드 - 포터의 경비원
- 마크 매키니 - 포터의 경비원

## 같이 보기
- 크리스마스 영화 목록